# 天主教奥里斯塔诺总教区
天主教奥里斯塔诺总教区是罗马天主教在意大利撒丁岛西部设立的一个教区，成立于11世纪，主教座堂设在奥里斯塔诺，是奥里斯塔诺教省的中心。
現任總主教為羅勃·卡爾博尼，榮休總主教為伯多祿-儒略·蒂迪亞和依納爵·桑納。